# Pierre Ragues

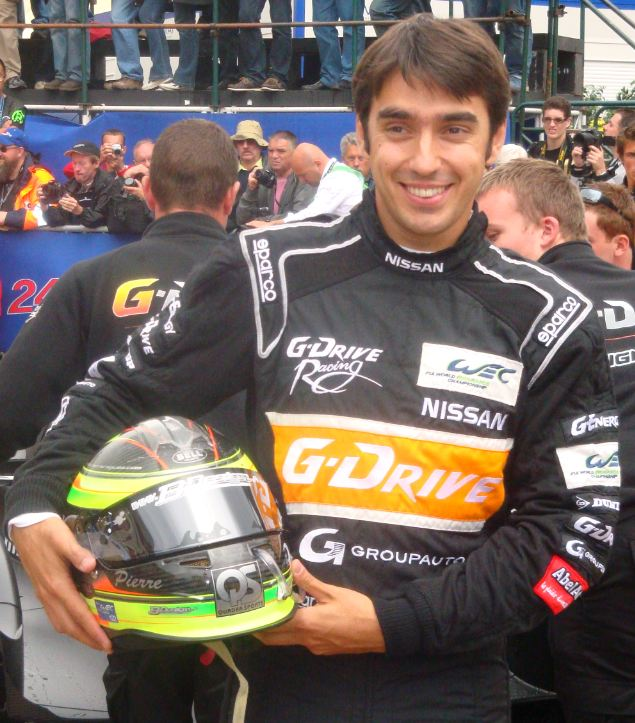
Pierre Ragues 2012 in Le Mans

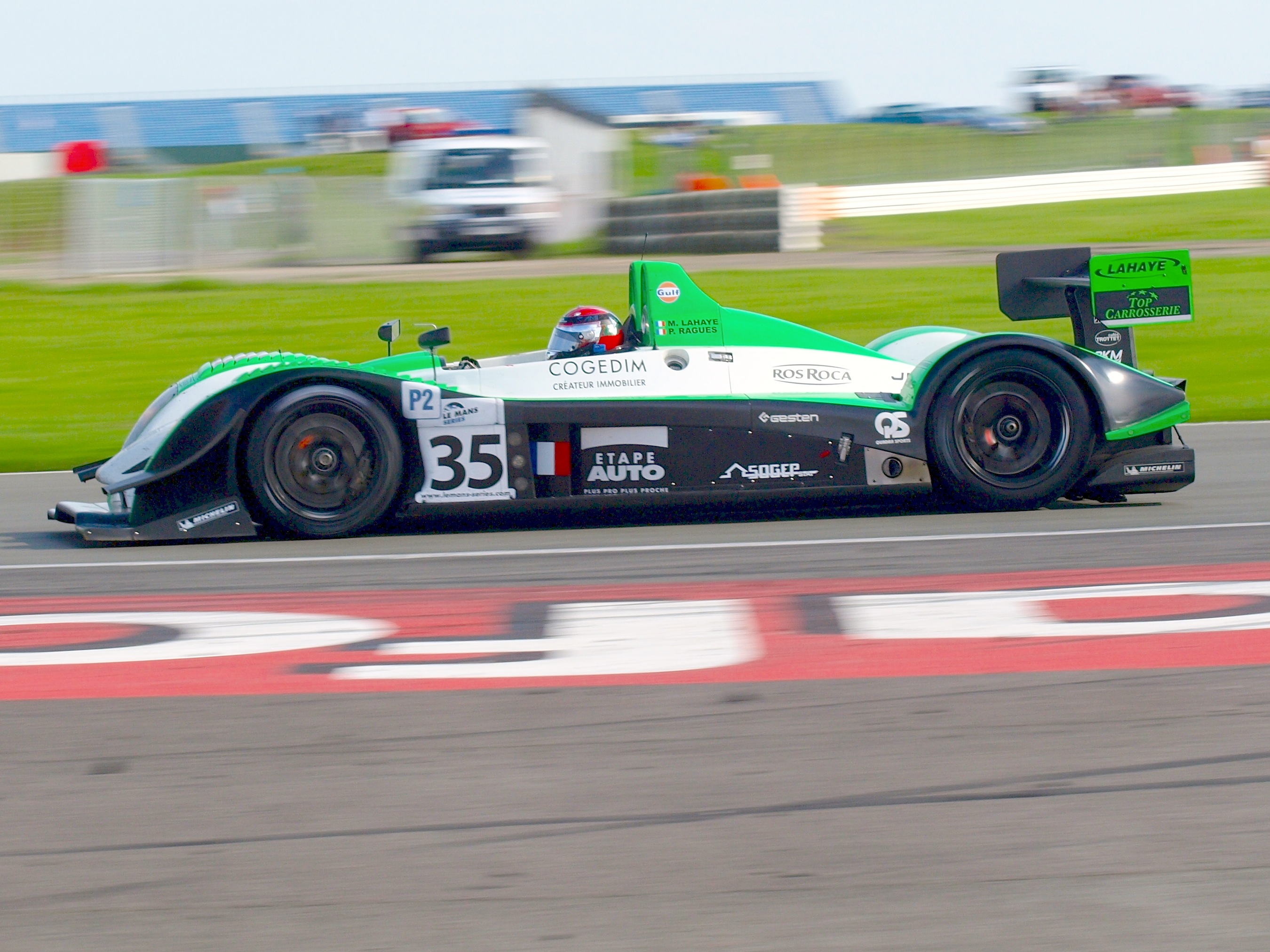
Pierre Ragues im Pescarolo 01 von Saulnier Racing, beim 1000-km-Rennen von Silverstone 2008

Pierre Ragues (* 10. Januar 1984 in Caen) ist ein französischer Autorennfahrer.

## Karriere
Pierre Ragues begann seine Karriere im Kartsport und blieb dieser Form des Motorsports bis heute professionell verbunden. Sein erstes Kartrennen bestritt er im Jahr 2000 im South-Garda-Winter-Cup und fuhr 2009 noch im CIK-FIA-World-Cup. 
Seit 2003 fährt Ragues auch Autorennen. Drei Jahre lang war er in der französischen Formel-Renault-Meisterschaft engagiert, wo er 2003 Zweiter in der Gesamtwertung wurde. 2006 stieg er von den Monoposti zu den Sportwagen um. Dabei gab er sein Debüt in der Le Mans Series und beim 24-Stunden-Rennen von Le Mans. Für das Team des ehemaligen Formel-1-Piloten Paul Belmondo fuhr er bei seinem Debüt in Le Mans einen Courage C65, schied aber vorzeitig aus. 2007 hatte Ragues einen kurzen Abstecher in der Formelsport, als er für das Team Euronova Racing in der Internationalen Formel Master an den Start ging. Dort erreichte er eine Podiumsplatzierung und schloss die Saison auf dem 14. Meisterschaftsplatz ab.
Zur Saison 2008 kehrte Ragues wieder zum Sportwagensport in die Le Mans Series zurück, wo er nun einen Pescarolo 01 von Saulnier Racing fuhr. Mit seinem Teamkollegen Mathieu Lahaye konnte er eine Podiumsplatzierung in der Klasse LMP2 feiern und beendete die Saison auf dem fünften Platz in der Fahrerwertung seiner Klasse. In Le Mans konnte er zudem seine erste Zielankunft verbuchen. 2009 folgte der Wechsel zu Signature-Plus und damit auch in die „große“ Prototypenklasse LMP1. Gegen stärkere Konkurrenz konnte er hier zwar nie eine Podiumsplatzierung erkämpfen, doch steuerte er mit seinem Teamkollegen Franck Mailleux den Courage-ORECA LC70 regelmäßig in die Punkteränge, sodass er am Ende der Saison auf dem zehnten Meisterschaftsplatz lag. Im selben Jahr erreichte er auch seine bisher beste Platzierung beim Langstreckenrennen an der Sarthe, das er auf dem elften Gesamtrang beenden konnte. 2010 stieg Ragues auf einen Lola-Aston Martin LMP1 um.
Für die Saison 2011 wechselte er zu OAK Racing und pilotierte dort einen Pescarolo 01. Die erste Platzierung des Jahres erreichte er mit dem fünften Gesamtrang beim 6-Stunden-Rennen von Silverstone. Seit 2012 ist Ragues in der FIA-Langstrecken-Weltmeisterschaft aktiv.
In den folgen Jahren bestritt Ragues Weltmeisterschaftsrennen für unterschiedliche Rennteams, ehe er 2020 zu Signatech zurückkehrte und mit Thomas Laurent und André Negrão in Le Mans im Alpine A470 den achten Gesamtrang erreichte.

## Statistik

### Le-Mans-Ergebnisse
| Jahr | Team                    | Fahrzeug                | Teamkollege          | Teamkollege                    | Platzierung | Ausfallgrund |
| ---- | ----------------------- | ----------------------- | -------------------- | ------------------------------ | ----------- | ------------ |
| 2006 | Paul Belmondo Racing    | Courage C65             | Claude-Yves Gosselin | Karim Ojjeh                    | Ausfall     | Motorschaden |
| 2008 | Saulnier Racing         | Pescarolo 01            | Cheng Cong Fu        | Mathieu Lahaye                 | Rang 18     |              |
| 2009 | Signature-Plus          | Courage-Oreca LC70E     | Didier André         | Franck Mailleux                | Rang 11     |              |
| 2010 | Signature-Plus          | Lola-Aston Martin LMP1  | Vanina Ickx          | Franck Mailleux                | Ausfall     | Unfall       |
| 2011 | OAK Racing              | Pescarolo 01            | Guillaume Moreau     | Tiago Monteiro                 | Ausfall     | Defekt       |
| 2012 | Signatech Nissan        | Oreca 03                | Nelson Panciatici    | Roman Alexandrowitsch Russinow | Rang 10     |              |
| 2013 | Signatech Alpine        | Alpine A450             | Nelson Panciatici    | Tristan Gommendy               | Rang 14     |              |
| 2014 | Larbre Compétition      | Morgan LMP2             | Ricky Taylor         | Keiko Ihara                    | Rang 14     |              |
| 2015 | Team SARD-Morand        | Morgan LMP2 Evo         | Oliver Webb          | Zoël Amberg                    | Ausfall     | Motorschaden |
| 2016 | Larbre Compétition      | Chevrolet Corvette C7.R | Yutaka Yamagishi     | Jean-Philippe Belloc           | Rang 37     |              |
| 2017 | Signatech Alpine Matmut | Alpine A470             | Nelson Panciatici    | André Negrão                   | Rang 4      |              |
| 2019 | Duqueine Engineering    | Oreca 07                | Nicolas Jamin        | Romain Dumas                   | Rang 12     |              |
| 2020 | Signatech Alpine Elf    | Alpine A470             | Thomas Laurent       | André Negrão                   | Rang 8      |              |
| 2022 | Spirit of Race          | Ferrari 488 GTE Evo     | Franck Dezoteux      | Gabriel Aubry                  | Ausfall     | Motorschaden |

### Sebring-Ergebnisse
| Jahr | Team       | Fahrzeug     | Teamkollege     | Teamkollege      | Platzierung | Ausfallgrund |
| ---- | ---------- | ------------ | --------------- | ---------------- | ----------- | ------------ |
| 2011 | OAK Racing | Pescarolo 01 | Matthieu Lahaye | Guillaume Moreau | Ausfall     | Mechanik     |

### Einzelergebnisse in der FIA-Langstrecken-Weltmeisterschaft
| Saison  | Team               | Rennwagen               | 1   | 2   | 3   | 4   | 5   | 6   | 7   | 8   | 9   |
| ------- | ------------------ | ----------------------- | --- | --- | --- | --- | --- | --- | --- | --- | --- |
| 2012    | Signatech          | Oreca 03                | SEB | SPA | LEM | SIL | SAO | BAH | FUJ | SHA |     |
| 2012    | Signatech          | Oreca 03                |     | 30  | 10  | 10  | 14  | 10  | DNF | 13  |     |
| 2013    | Signatech          | Alpine A450             | SIL | SPA | LEM | SAO | AUS | FUJ | SHA | BAH |     |
| 2013    | Signatech          | Alpine A450             | 14  |     |     |     |     |     |     |     |     |
| 2014    | Larbre Compétition | Morgan LMP2             | SIL | SPA | LEM | AUS | FUJ | SHA | BAH | SAO |     |
| 2014    | Larbre Compétition | Morgan LMP2             | 14  |     |     |     |     |     |     |     |     |
| 2015    | SARD-Morand        | Morgan LMP2             | SIL | SPA | LEM | NÜR | AUS | FUJ | SHA | BAH |     |
| 2015    | SARD-Morand        | Morgan LMP2             |     | 11  | DNF | 10  | 10  | 14  | 12  | 16  |     |
| 2016    | Larbre Compétition | Chevrolet Corvette C7.R | SIL | SPA | LEM | NÜR | MEX | AUS | FUJ | SHA | BAH |
| 2016    | Larbre Compétition | Chevrolet Corvette C7.R | 24  | 21  | 37  | 26  | DNF | 24  | 30  | 28  | 30  |
| 2017    | Signatech          | Alpine A470             | SIL | SPA | LEM | NÜR | MEX | AUS | FUJ | SHA | BAH |
| 2017    | Signatech          | Alpine A470             |     | 12  | 4   | DNF |     |     |     |     |     |
| 2018/19 | Duqueine           | Oreca 07                | SPA | LEM | SIL | FUJ | SHA | SEB | SPA | LEM |     |
| 2018/19 | Duqueine           | Oreca 07                |     |     |     |     | 12  |     |     |     |     |
| 2019/20 | Signatech          | Alpine A470             | SIL | FUJ | SHA | BAH | AUS | SPA | LEM | BAH |     |
| 2019/20 | Signatech          | Alpine A470             | 6   | 10  | 9   | 8   | 9   | DNF | 8   | 7   |     |
| 2022    | Spirit of Race     | Ferrari 488 GTE         | SEB | SPA | LEM | MON | FUJ | BAH |     |     |     |
| 2022    | Spirit of Race     | Ferrari 488 GTE         | DNF | 32  | DNF | 26  | 29  | 35  |     |     |     |